# Horne Land
Horne Land är en halvö på ön Fyn i Danmark.   Den ligger i Fåborg-Midtfyns kommun i Region Syddanmark, 170 km väster om Köpenhamn.